# HOPS 383
Désignations
HOPS 383 est une protoétoile de classe 0. Il s'agit de la première et la plus jeune protoétoile de classe 0 découverte à avoir eu une explosion. Le phénomène, découvert par l'équipe Herschel Orion Protostar Survey (HOPS), a été signalée pour la première fois en février 2015 dans la revue scientifique The Astrophysical Journal. Elle est située à ~1 400 a.l. dans la constellation d'Orion, à quelques degrés au nord de la nébuleuse d'Orion. 

## Observations

### Étoile

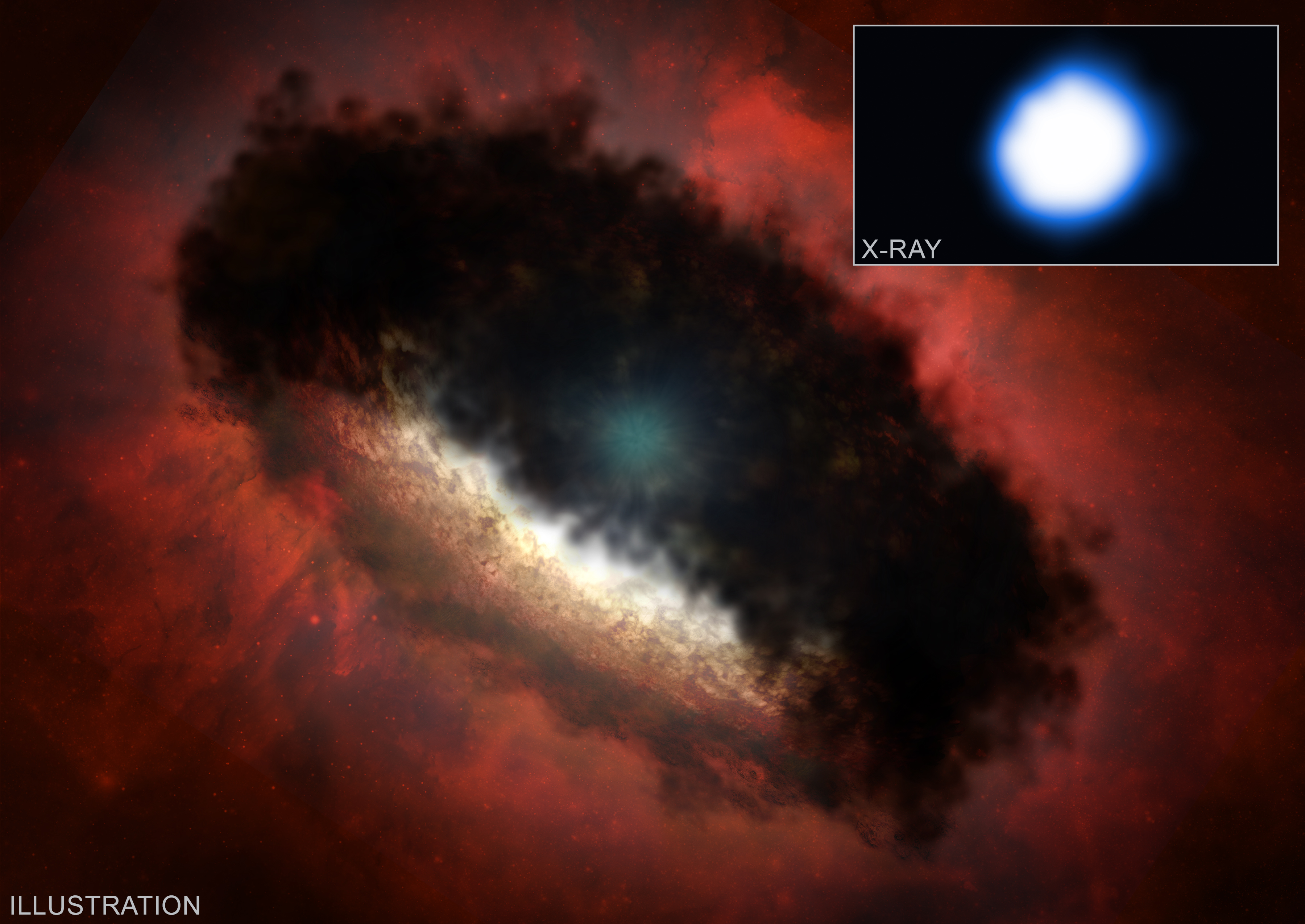
Vue d'artiste du cocon autour de HOPS 383 et une détection de rayons X par le télescope spatial Chandra en haut à droite.

HOPS 383 est appelée une jeune protoétoile car elle se trouve dans la première phase de l'évolution stellaire qui se produit juste après qu'un gros nuage de gaz et de poussière a commencé à s'effondrer. Les observations montrent que HOPS 383 est entouré d'un cocon de matériau en forme de beignet - contenant environ la moitié de la masse de la protoétoile - qui tombe vers cette dernière. Une grande partie de la lumière de l'étoile est incapable de traverser ce cocon, mais les rayons X de l'éruption sont suffisamment puissants pour le faire. 
Au fur et à mesure que le matériau du cocon tombe vers l'intérieur du système, il peut arriver que la matière soit expulsée du système par un jet protostellaire. Cette "sortie" supprime le moment cinétique du système, permettant à la matière de tomber du disque sur la jeune protoétoile en croissance. Les astronomes ont vu une telle sortie de HOPS 383 et pensent que de puissantes éruptions de rayons X comme celle observée par Chandra pourraient enlever les électrons des atomes à la base de celle-ci. Après sa phase de protoétoile, l'objet aura une masse de ~0,5 masse solaire et il deviendra une naine jaune voire une naine orange,.

### Explosion
HOPS 383 a eu une explosion entre 2004 et 2006 (un "éclaircissement dramatique de sa luminosité dans l'infrarouge moyen") l'augmentation de la magnitude était détectable à 24 μm (35 fois plus que l'infrarouge moyen) et 4,5 μm, et était également détectable au ondes submillimètrique. À son maximum, sa luminosité infrarouge était de 6 à 14 L☉.

### Rayons X
L'observatoire spatial à rayon X Chandra a détecté en décembre 2017 une éruption de rayons X au niveau HOPS 383. Il s'agissait de la première détection de rayons X d'une protoétoile de classe 0 qui évoluera en une étoile semblable au soleil. L'éruption a duré 3 heures et 20 minutes. En détectant une éruption de rayons X d'une très jeune étoile, les chercheurs ont réinitialisé la chronologie du moment où des étoiles comme le Soleil commencent à émettre des radiations à haute énergie dans l'espace. Ceci est important car cela peut aider à répondre à certaines questions sur les premiers jours de notre Soleil ainsi qu'à certaines sur le système solaire actuel. L'éruption est également 2 000 fois plus puissante que l'éruption de rayons X la plus brillante observée depuis le Soleil, une étoile d'âge moyen et de masse relativement faible. De plus, lorsque l'étoile a éclaté en rayons X, elle aurait également probablement entraîné des flux énergétiques de particules qui sont entrés en collision avec des grains de poussière situés sur le bord intérieur du disque de matière tourbillonnant autour de la protoétoile. En supposant que quelque chose de similaire se soit produit dans notre Soleil, les réactions nucléaires provoquées par cette collision pourraient expliquer des abondances inhabituelles d'éléments dans certains types de météorites trouvées sur Terre. Aucune autre éruption de HOPS 383 n'a été détectée au cours des trois observations de Chandra avec une exposition totale d'un peu moins d'une journée. Les astronomes auront besoin d'observations aux rayons X plus longues pour déterminer la fréquence de ces éruptions au cours de cette toute première phase de développement d'étoiles comme notre Soleil,.